# Allgemeine musikalische Zeitung mit besonderer Rücksicht auf den Österreichischen Kaiserstaat
Die Allgemeine musikalische Zeitung mit besonderer Rücksicht auf den Österreichischen Kaiserstaat war eine österreichische Jahreszeitschrift, die erstmals 1817 und das letzte Mal 1824 in Wien erschien. Sie führte den Nebentitel AMZK, später produzierte Mikroficheausgaben führen die Nebentitel Wiener allgemeine musikalische Zeitung und Wiener musikalische Zeitung.